# I Could Break Your Heart Any Day of the Week
«I Could Break Your Heart Any Day of the Week» —en español: «Yo podría romper su corazón cualquier día de la semana»— es una canción pop con elementos folk y country, interpretada por la cantante estadounidense Mandy Moore e incluida originalmente en su sexto álbum de estudio, Amanda Leigh (2009). Fue compuesta y producida por Mandy Moore y Mike Viola. Su letra se basa en una chica que tiene en sus manos el amor de un chico, donde ella dice que le prodria romper el corazón cualquier día de la semana. Entre junio y julio de 2008, Storefront & RED Distribution la lanzaron como primer sencillo del álbum. 
Su video musical fue dirigido por Ghost Town Media quienes por primera vez trabajan con Mandy Moore. Su línea de historia muestra a Moore en una academia de Dōjō, ella se encuentra en una de las esquinas del lugar, donde comienza a narra la historia de la canción, mientras ve lucha a los persona que allí se encuentran.
Con respecto a las listas musicales, «I Could Break Your Heart Any Day of the Week», es otro fracaso comercial de Mandy, pues solo logró debutar en la lista de Billboard Pop 100, en la posición N.90. 

## Antecedentes
En octubre de 2008, Moore publicada en su sitio web un video donde ella se encuentra grabadon tres canciones nuevas, junto con el cantante-escritor, pianista y guitarrista Mike Viola. Que en principio estaba previsto en un álbum de un dúo entre las dos, pero luego en enero de 2009, se reveló que sería un álbum en solitario con una colaboración con él, verá la luz en mayo de 2009. Las sesiones de grabación del álbum tuvo lugar alrededor de diciembre de 2008 en Boston, Massachusetts.
Se anunció en febrero de 2009 que el nuevo álbum iba a ser lanzado en mayo en la etiqueta Storefront Recordings. Esta disquera fue fundada por el mánager de Moore, John Leshay. Pistas confirmadas para el álbum son «Everblue», «Nothing/Everything», «Love To Love Me Back», «I Could Break Your Heart Any Day of the Week». 

### Composición
«I Could Break Your Heart Any Day of the Week» es una canción pop con elementos folk y country. Moore dice que "es una forma de poseer y reconocer su sentido de valor". Su letra se basa en una chica que tiene en sus manos el amor de un chico, donde ella dice que le prodria romper el corazón cualquier día de la semana. Ésta fue coescrita por Moore, Mike Viole y también producida por el antes mencionado.

## Video musical

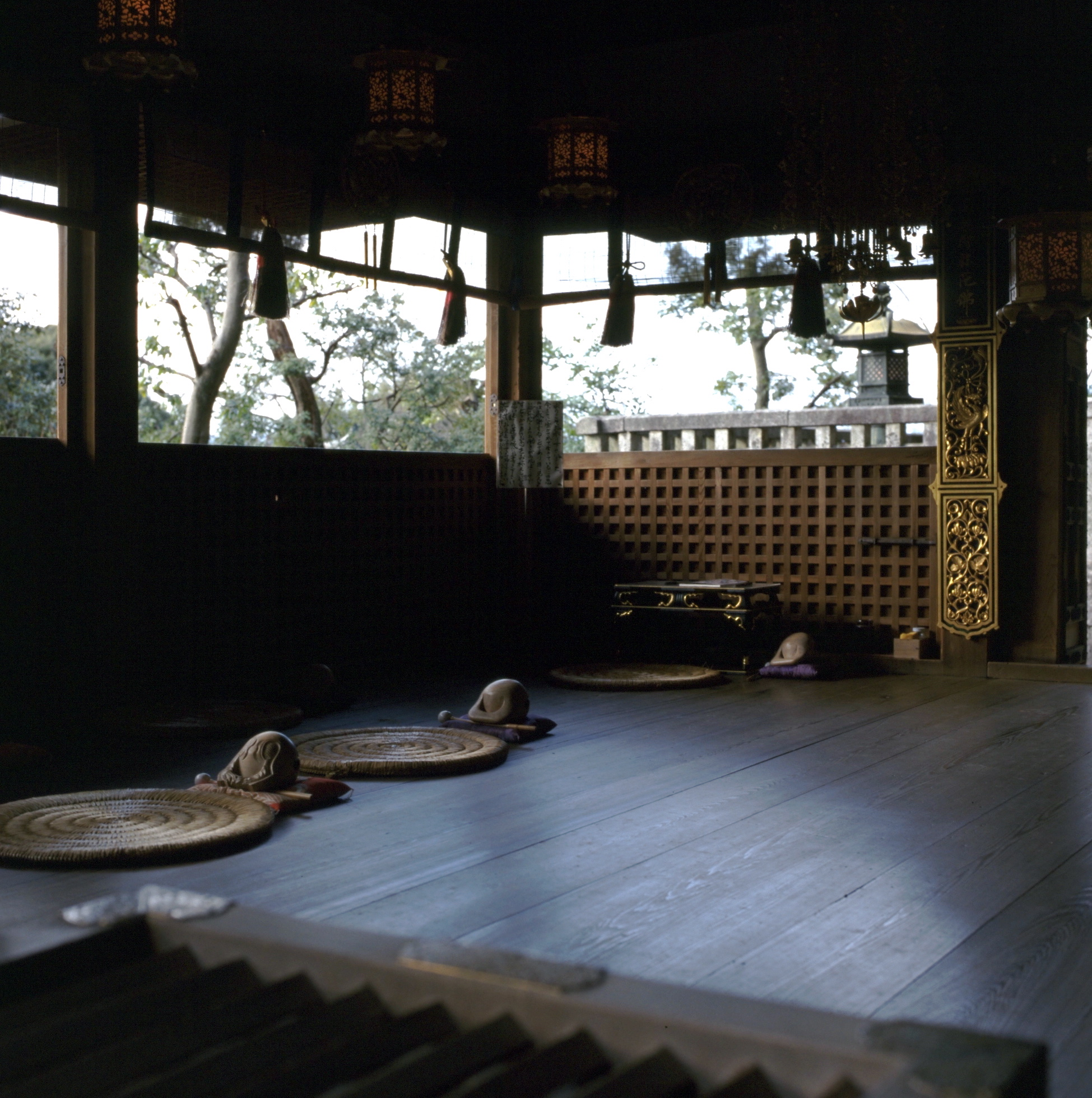
Dōjō de meditación zen en Kioto (Japón).

Su video musical fue dirigido por Ghost Town Media quienes por primera vez trabajan con Mandy Moore.
Su línea de historia muestra a Moore en una academia de Dōjō, ella se encuentra en una de las esquinas del lugar, donde varios chicos practicando karate y artes marciales, luego comienza a narra la historia de la canción, mientras ve lucha a los persona que allí se encuentran. 
El video musical se estrenó el lunes 20 de abril de 2009 en Yahoo! Music. El video muestra a Moore en un doyo de ver un montón de mixtas se mueve, aburrido de su mente. En el final del vídeo, el profesor (interpretado por Chuck Liddell) se acerca a ella. Ella destella su vestido, le da una patada en su miembro y se aleja, dejándolo en agonía y todos los otros en el temor. El video musical se estrenó el lunes 20 de abril de 2009 en Yahoo! Music. El video musical fue lanzado en iTunes para el 5 de mayo de 2009, sólo tres semanas después de que se estrenó Yahoo! Music. 

## Promoción
Fecha de lanzamiento para su descarga digital en iTunes fue el 17 de marzo de 2009. Moore ha promovido la canción en muchos lugares, tales como:
- The Ellen DeGeneres Show el 26 de mayo de 2009

- The Tonight Show

- Amoeba Music, Hollywood

- Late Night con Jimmy Fallon

- The View el 9 de junio de 2009

## Créditos
- Voz principal por Mandy Moore.
- Escrita por Mike Viola.
- Producida por Mike Viola.

## Charts
| Chart (2009)                       | Peak position |
| ---------------------------------- | ------------- |
| Estados Unidos (Mainstream Top 40) | 90            |
| Ucrania (FDR Charts)               | 14            |

## Formatos
| Formatos |                                                                           |          |  |
| N.º      | Título                                                                    | Duración |  |
| 1.       | «"I Could Break Your Heart Any Day Of The Week"» (US Promo CD-Single)     | 2:53     |  |
| 2.       | «"I Could Break Your Heart Any Day Of The Week"» (I Tunes Digital Single) | 2:53     |  |